# Moris Lehner
Moris Lehner (* 10. Juni 1949 in München) ist ein deutscher Rechtswissenschaftler. Seine Forschungsschwerpunkte sind die verfassungsrechtlichen Grundlagen der Besteuerung, das Europäische Steuerrecht sowie das Internationale Steuerrecht. Moris Lehner war bis zu seiner Emeritierung 2014 Inhaber des Lehrstuhls für Öffentliches Wirtschafts- und Steuerrecht und Leiter der Forschungsstelle für Europäisches und Internationales Steuerrecht an der Ludwig-Maximilians-Universität München.

## Leben
Moris Lehner studierte an der Ruprecht-Karls-Universität in Heidelberg. 1981 wurde er in Heidelberg mit seiner Dissertation Möglichkeiten zur Verbesserung des Verständigungsverfahrens auf der Grundlage des EWG-Vertrages – dargestellt anhand eines Richtlinienvorschlages der EWG-Kommission zur Vermeidung der Doppelbesteuerung im Fall der Gewinnberichtigung zwischen verbundenen Unternehmen zum Doctor iuris utriusque promoviert. 1993 folgte seine Habilitationsschrift zum Thema Einkommensteuerrecht und Sozialhilferecht.
Zunächst war Lehner dann Lehrstuhlvertreter in Bielefeld, Köln, Heidelberg und Leipzig. 1993 folgten Rufe nach Kiel, Heidelberg und Leipzig. Nach seiner Professur in Heidelberg wechselte er 1994 an die Freie Universität Berlin.
1998 verließ Lehner Berlin und nahm einen Ruf an die Ludwig-Maximilians-Universität München an. Er trat dort die Nachfolge seines akademischen Lehrers Klaus Vogel an. In München lehrte er bis zu seiner Emeritierung im Jahr 2014 und war zugleich Leiter der Forschungsstelle für ausländisches und Internationales Finanz- und Steuerrecht der Ludwig-Maximilians-Universität München.

## Mitgliedschaften
- Vereinigung der Deutschen Staatsrechtslehrer
- Deutsche Gesellschaft für Völkerrecht
- Deutsche Steuerjuristische Gesellschaft
- International Fiscal Association
- Steuerrechtswissenschaftliche Vereinigung Heidelberg

## Werke (Auswahl)
- Moris Lehner: Möglichkeiten zur Verbesserung des Verständigungsverfahrens auf der Grundlage des EWG-Vertrages. Dargestellt anhand eines Richtlinienvorschlages der EWG-Kommission zur Vermeidung der Doppelbesteuerung im Fall der Gewinnberichtigung zwischen verbundenen Unternehmen, Münchener Schriften zum Internationalen Steuerrecht, Verlag C.H. Beck, München 1982, ISBN 3-406-08124-X.
- Moris Lehner: Einkommensteuerrecht und Sozialhilferecht. Bausteine zu einem Verfassungsrecht des sozialen Steuerstaates, Verlag Mohr Siebeck, Tübingen 1993, ISBN 978-3-16-146071-5.
- Klaus Vogel, Moris Lehner (Hrsg.): Doppelbesteuerungsabkommen der Bundesrepublik Deutschland auf dem Gebiet der Steuern vom Einkommen und Vermögen. Kommentar auf der Grundlage der Musterabkommen. 6. Auflage[1], Verlag C.H. Beck, München 2015, ISBN 978-3-406-64929-5.

## Ehrungen und Auszeichnungen (Auswahl)
- 1981: Mitchell B. Carroll Preis der International Fiscal Association (IFA)
- 1994: Albert-Hensel-Preis der Deutschen Steuerjuristischen Gesellschaft